# Ilex suichangensis
Ilex suichangensis là một loài thực vật có hoa trong họ Aquifoliaceae. Loài này được C.Z. Zheng mô tả khoa học đầu tiên năm 1988.